# Fascicolazione
La fascicolazione è la contrazione spontanea, rapida e a intervalli regolari di una o più unità motorie, senza esito motorio. Le fascicolazioni sono visibili e avvertite dal soggetto come guizzi improvvisi di una parte di un qualunque muscolo. A volte sono associate a crampi.

## Eziopatogenesi

Fascicolazione palpebrale in un uomo adulto di 19 anni.

Come le fibrillazioni, sono prodotte da uno squilibrio di impulsi nervosi da parte dei motoneuroni, e sono disordini dovuti a carenze elettrolitiche e dei neurotrasmettitori, come l'acetilcolina.

### Sindrome delle fascicolazioni benigne
Quando sono il principale segno presente sono benigne e di origine parzialmente ignota, frequenti soprattutto in individui affaticati, sottoposti a sforzo, a stress o ansiosi, si parla di sindrome delle fascicolazioni benigne (SFB), una sindrome da ipereccitabilità dei nervi periferici.

### Malattia di Lyme
La malattia di Lyme può provocare fascicolazioni, assieme a molti altri sintomi.

### Carenza di magnesio
Il magnesio causa un ridotto funzionamento della pompa sodio-potassio a livello cellulare, che comporta ipopotassemia, la vera causa delle fascicolazioni.

### Uso di farmaci o droghe
Possono essere effetto indesiderato temporaneo di stimolanti o farmaci, tra cui il salbutamolo (medicinale per il trattamento dell'asma), che può provocare, come effetto raro, ipokaliemia

### Fibromialgia e CFS
Possono essere sintomi di fibromialgia e sindrome della fatica cronica (CFS).

### Stenosi spinale e radicolopatia da pressione
L'ernia del disco multipla, le lesioni spinali e l'artrosi cervicale possono causare fascicolazioni, con crampi e fatica, a causa di radicolopatia e/o mielopatia con stenosi spinale, o da sindrome da compressione nervosa.